# Sendas de Leyenda
Sendas de Leyenda es el tercer álbum de estudio de la banda española de folk metal, Celtian. El álbum fue lanzado el 25 de junio de 2021 a través del sello discográfico Maldito Records.
Este álbum fue dado a conocer con el videoclip del single Magia de Luna, meses antes de su lanzamiento. Tanto El Hijo del ayer como Lágrimas de Cera también cuentan un clip. El diseño de la portada del álbum está firmado por Sergio Santurio.
Para este trabajo se mantienen Diego Palacio, Xana Lavey, David Landeroin y Txus Borao, aunque ahora el guitarrista es Sergio Culebras y bajista Raúl Plaza.

## Lista de canciones
| N.º   | Título                                      | Escritor(es)                                           | Duración |  |
| 1.    | «La Obertura del Bosque» (Instrumental)     | Isra Ramos                                             | 1:03     |  |
| 2.    | «Nueva Era»                                 | Diego Palacio, Txus di Fellatio, Sergio Culebras       | 5:55     |  |
| 3.    | «Hiedra»                                    | Diego Palacio, Xana Lavey, Sergio Culebras             | 4:16     |  |
| 4.    | «El Hijo del Ayer»                          | Diego Palacio, Xana Lavey, Sergio Culebras, Txus Borao | 4:19     |  |
| 5.    | «Sendas de Leyenda»                         | Diego Palacio, Xana Lavey                              | 4:51     |  |
| 6.    | «Magia de Luna»                             | Diego Palacio, Xana Lavey                              | 4:17     |  |
| 7.    | «Lágrimas de Cera»                          | Diego Palacio, Xana Lavey, Sergio Culebras             | 4:13     |  |
| 8.    | «Dama Natura»                               | Diego Palacio, Sergio Culebras                         | 3:45     |  |
| 9.    | «Al Otro Lado del camino»                   | Xana Lavey, Sergio Culebras, Txus Borao                | 5:02     |  |
| 10.   | «Siempre Seré tu Estrella»                  | Diego Palacio, Txus di Fellatio                        | 4:44     |  |
| 11.   | «Eala»                                      | Diego Palacio, Sergio Culebras                         | 4:51     |  |
| 12.   | «El Espejo de la Naturaleza» (Instrumental) | Diego Palacio                                          | 1:05     |  |
| 48:38 |                                             |                                                        |          |  |

## Créditos

### Alineación principal
- Xana Lavey - Voz principal
- Diego Palacio - Flauta travesera, whistle, gaita
- Txus Borao - Violín, buzuki
- Sergio Culebras - Guitarra
- Raúl Plaza - Bajo
- David Landeroin - Batería

### Músicos invitados
- Isra Ramos (Avalanch, Amadeüs) - Compositor de la pista 1 y voz en la pista 9

### Producción
- El álbum fue producido por Txus di Fellatio.
- Fue grabado, mezclado y masterizado en los Estudios Cube con Alberto Seara como ingeniero de audio.[7]